# Dwór w Kurowie
Dwór w Kurowie – budynek dawnego dworu w Kurowie w woj. podlaskim, w pow. wysokomazowieckim, w gminie Kobylin-Borzymy.

## Historia
Dwór został zbudowany pod koniec XIX wieku, w 1920 r. rozbudowano go, a jego właścicielem został Franciszek Kołodziejski. W 1925 r. zbudował on w Kurowie młyn motorowy, dom mieszkalny i budynek gospodarczy, ale wkrótce zbankrutował i jego nieruchomości, w tym dwór w Kurowie przejął Bank Rolny. W 1936 r. od banku dwór wykupili Zakrzewscy. Po wybuchu II wojny światowej Kurowo dostało się pod okupację sowiecką. Jeszcze przed wejściem wojsk sowieckich Zakrzewscy z obawy przed politycznymi prześladowaniami wyjechali do Warszawy. W miejscowości utworzono kołchoz, a w budynku dworu sierociniec. Po napadzie Niemiec na Związek Radziecki dwór w Kurowie dostał się pod zarząd administracji niemieckiej. W 1944 r. dwór został upaństwowiony, a w Kurowie utworzono PGR hodowlano – nasienny. W 1988 r. dwór wraz z otaczającym go parkiem przejął zarząd Narwiańskiego Parku Krajobrazowego i dokonał jego odnowienia. Dwór stał się siedzibą Narwiańskiego Parku Narodowego (NPN). Później dwór odzyskali spadkobiercy, nową siedzibą NPN stała się Młynarzówka, ale dyrekcja parku ma nadzieję na wykupienie dworu.

## Dwór i park
Dwór otoczony jest dziewiętnastowiecznym parkiem. Rosną w nim okazy dębu bezszypułkowego, jodły kanadyjskiej, klonu czerwonolistnego, wiązy, świerki i lipy. W pobliżu znajduje się drewniana wieża widokowa i pole biwakowe. Przy dworku wytyczono dwie ścieżki przyrodnicze: „Park podworski” i „Kładka wśród bagien”. W sierpniu w parku odbywała się Biesiada Miodowa.
W 1986 r. dwór został wpisany na listę obiektów zabytkowych województwa podlaskiego. W skład zabytkowego zespołu wchodzą: – dwór, park, ogrodzenie z bramą wjazdową (początek XX w.), folwark, obora, stajnia z wozownią, chlew, stodoła, garaż, kuźnia młyn motorowy z 1925 r.

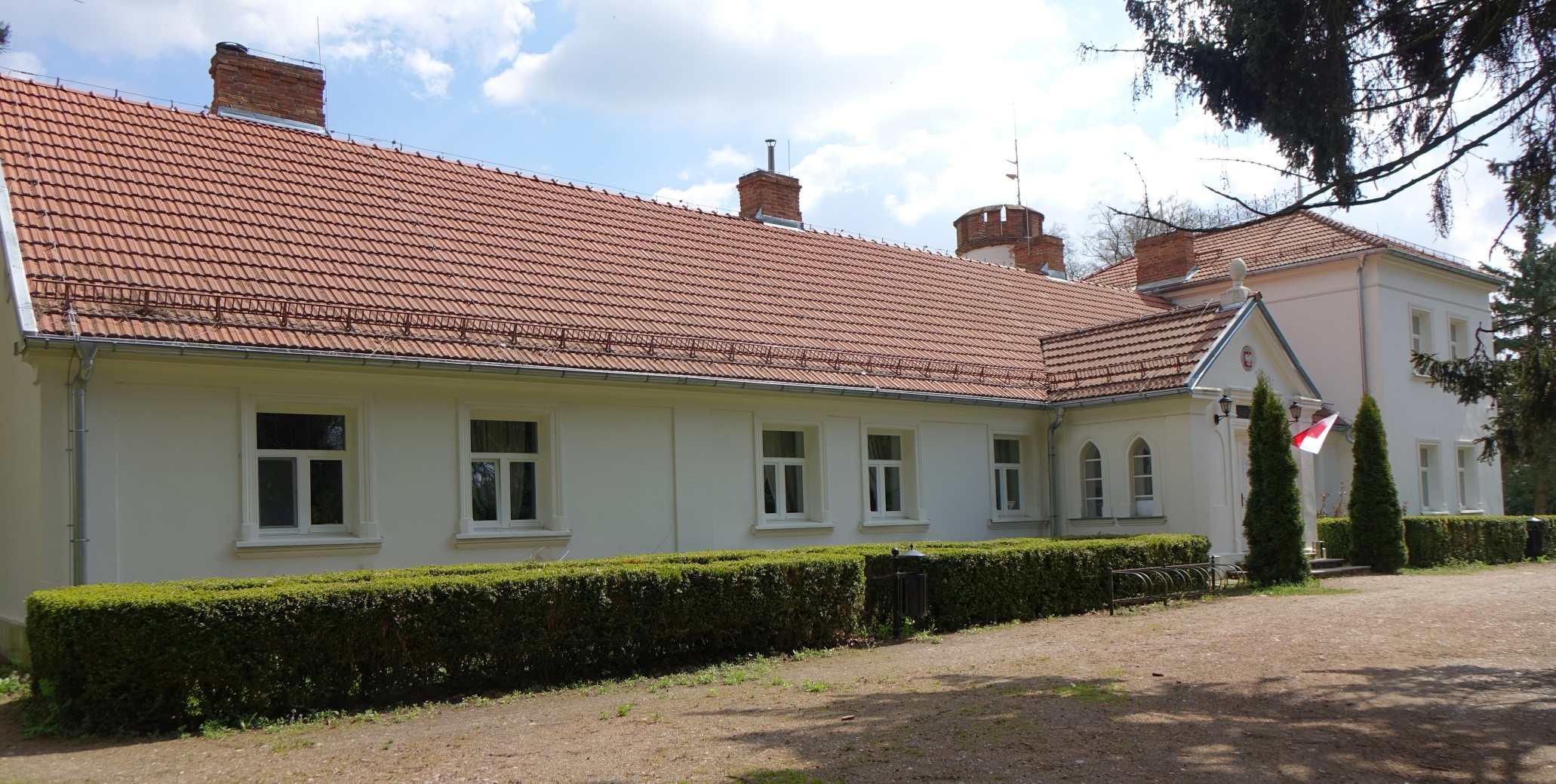
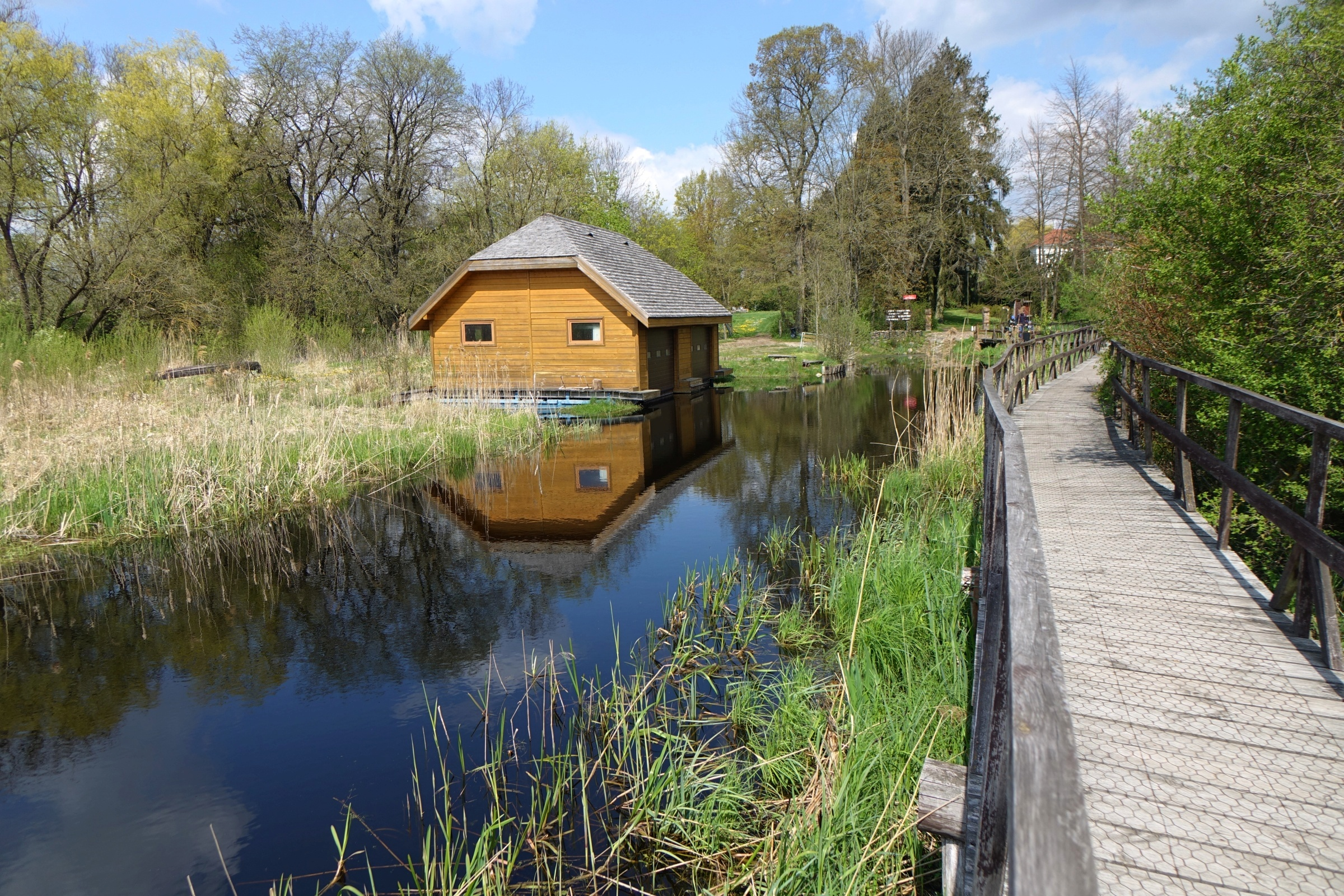
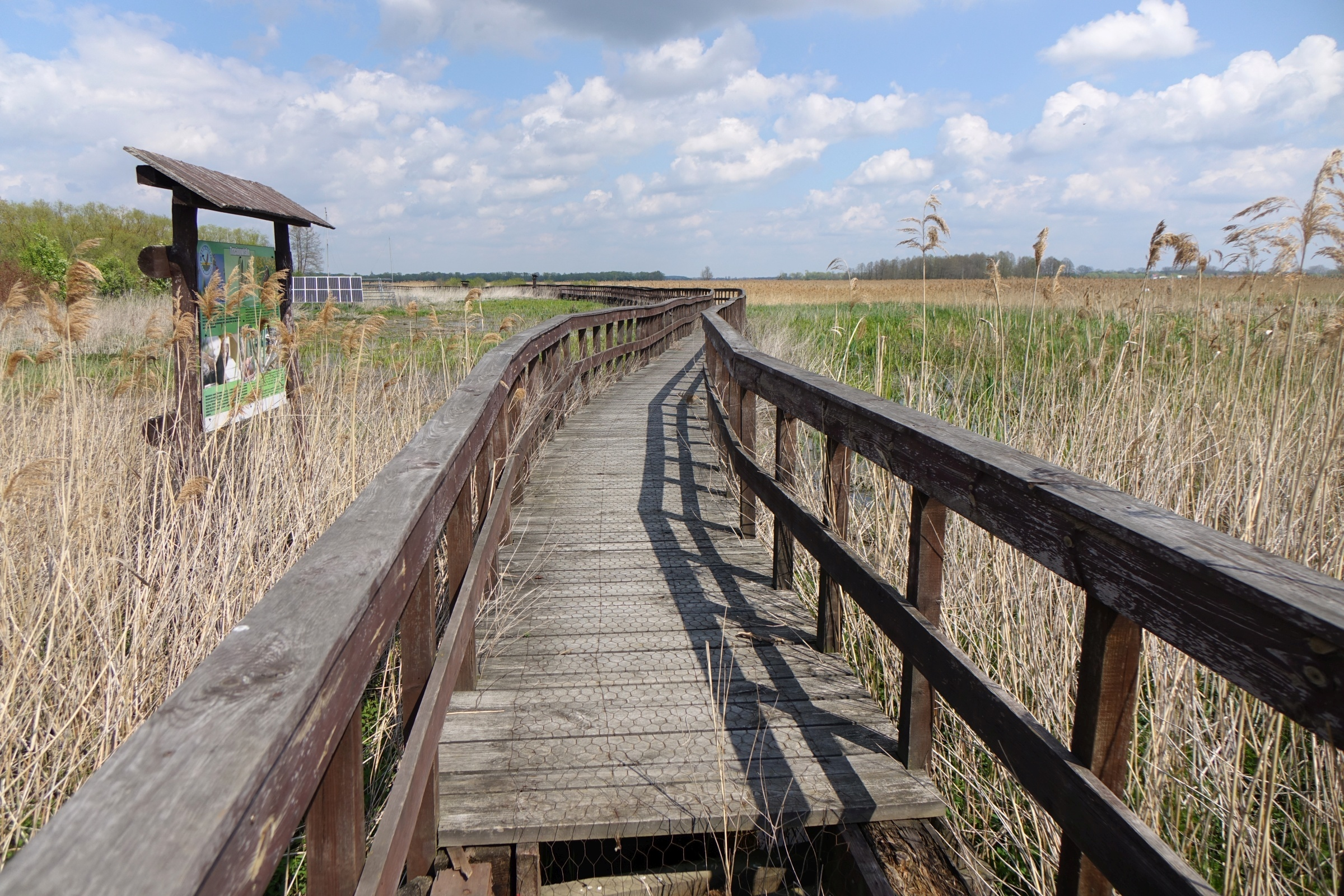
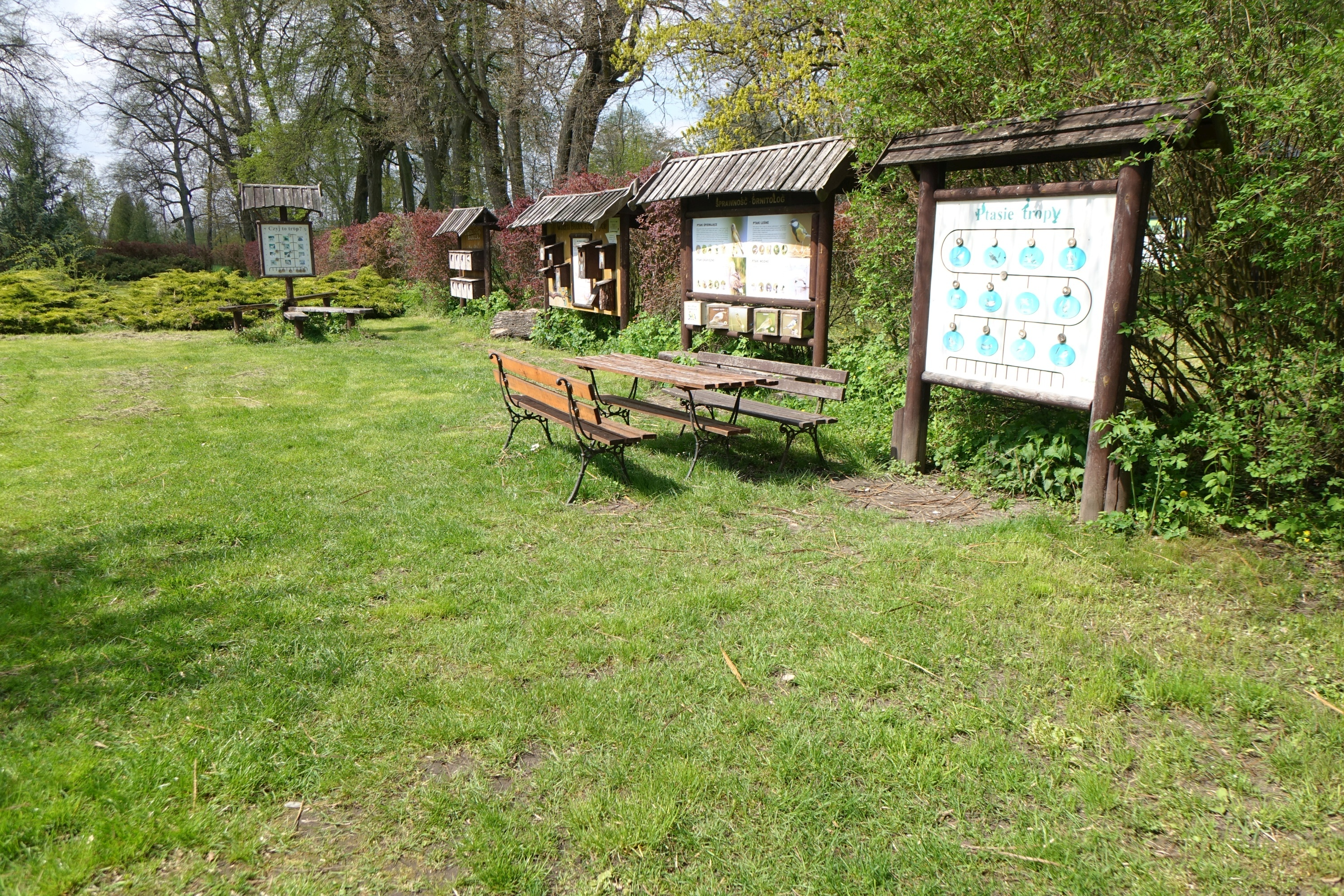
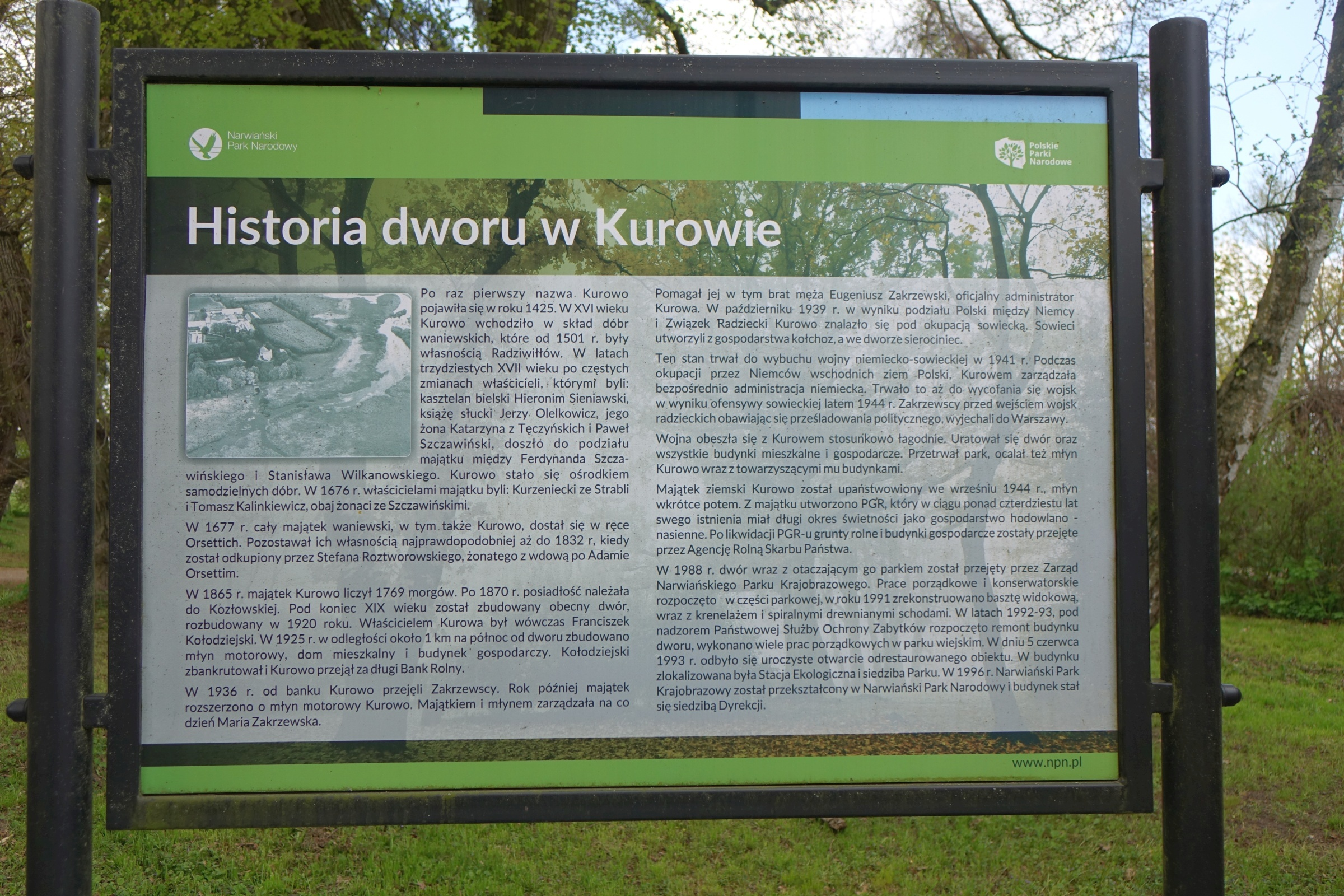